# Chris Hanburger
Christian G. Hanburger, Jr.  (nacido el 12 de agosto de 1941 en Fort Bragg, Carolina del Norte) es un jugador de fútbol americano retirado. Jugó como linebacker en la National Football League durante toda su carrera deportiva solamente con los Washington Redskins, de 1965 a 1978.  Fue seleccionado para estar en el Salón de la Fama del Fútbol Americano Profesional en 2011.

## Primeros años y carrera deportiva universitaria
Después de ser un jugador estelar en la posición de end para los "Crabbers" de la escuela Hampton High School en Hampton, Virginia, Hanburger se unió al Ejército de los Estados Unidos. Tiempo después aceptó una béca en la Universidad de North Carolina, donde jugó fútbol americano universitario. De 1962 hasta 1964, Hanburger jugó para los Tar Heels tanto en el equipo ofensivo (en la posición de center), como en el defensivo (como linebacker medio). Durante su estadía en UNC, Hanburger fue nombrado All-Atlantic Coast Conference como center. En 1963 ayudó a su equipo a ganar el Gator Bowl por marcador de 35-0 en contra de los Air Force Falcons y un campeonato de la ACC.

## Carrera en la NFL
Teniendo 25 años de edad, Hanburger fue seleccionado como novato en la última ronda del Draft de la NFL de 1965 por los Redskins. Ya como profesional, fue considerad como uno de los mejores linebackers externos de su época, siendo seleccionado 9 veces al Pro Bowl a lo largo de su carrera, el Redskin con más apariciones en la historia de Washington hasta 2011. Hanburger se ganó el apodo de "El Verdugo" o "El ejecutor" ("The Hangman") debido a su predilección por realizar tackleadas conocidas como "clothesline tackles". De 1973 a 1977, el mandó las jugadas defensivas de los Redskins, sirviendo como "quarterback defensivo" para el entrenador George Allen. Fue seleccionado en cuatro ocasiones al primer equipo All-Pro en 1972, 1973, 1975 y 1976, y al segundo equipo All-Pro en 1969 y 1974. Adicionalmente, fue seleccionado o como Pro Bowler o como selección All-Conference en cada año de 1966 hasta 1976, con la excepción de 1971. En 1972, ganó el premio NFC Defensive Player of the Year entregado por el Kansas City Committee of 101. Ese mismo año, los Redskins ganaron el juego de Campeonato de la NFC, venciendo a los Dallas Cowboys, limitándolos a solo 3 puntos, 96 yardas por acarreo y 73 yardas por pase, siendo el QB de Dallas el legendario Roger Staubach, el cual sufrió una captura de Hanburger. Pero a pesar de la defensiva solo recibió 14 puntos en contra, los Redskins perdieron el Super Bowl VII ante los Miami Dolphins.
En 1968 Hanburger comenzó una racha de 135 partidos consecutivos como jugador titular, racha rota en 1977 cuando necesitó una cirugía por una apendicitis. En el último partido de esa temporada de 1977, logró 3 sacks ante Los Angeles Rams en un partido que los Redskins ganaron por 17-14. Finalizó su carrera deportiva de 14 años en la NFL en 1978, a lo largo de la cual interceptó 19 pases, recuperó 17 fumbles, consiguió 46 sacks y anotó 5 touchdowns, dos de ellos en regresos de intercepción y tres de fumbles recuperados.
En Washington tuvo como compañeros de equipo a Sam Huff, Ken Houston y Sonny Jurgensen, y como entrenadores a Vince Lombardi y George Allen, todos ellos también miembros del Salón de la Fama.
Finalmente, el 5 de febrero de 2011, Hanburger fue nombrado como miembro del Salón de la Fama en la Clase de 2011.